# 11912 Пьєдаде
11912 Пьєдаде (англ. 11912 Piedade) — астероїд головного поясу, відкритий 30 липня 1992 року.
Тіссеранів параметр щодо Юпітера — 3,569.